# Midi of Profits
Midi of Profits è un EP del gruppo musicale statunitense Hewhocorrupts, pubblicato nel 2011. Fu distribuito mediante delle chiavi USB a forma di bracciale.

## Tracce
1. Master of Profits
2. Sell 'Em All
3. One Million Dollars
4. Wall St. Revisited
5. Ride the Limo